# Omar Karami
Omar Abdul Hamid Karami (también Karamí) (An Nouri, cerca de Trípoli, 7 de septiembre de 1934 - Beirut, 1 de enero de 2015) fue un abogado, empresario y político libanés.  Sirvió como primer ministro por primera vez desde el 24 de diciembre de 1990, cuando Selim al-Hoss dejó el puesto, hasta el 13 de mayo de 1992, cuando dimitió tras manifestaciones masivas cuando colapsó la Libra libanesa. Tomó el mando otra vez el 21 de octubre de 2004 y dimitió el 28 de febrero de 2005 entre protestas después del asesinato del primer ministro anterior, Rafik Hariri.
Fue hijo del político libanés Abdul Hamid Karami y hermano del político libanés Rashid Karami, asesinado en 1987. Omar entró en la arena política tras el asesinato de Rashid.  Ha sido miembro del parlamento como representante de Trípoli desde 1991.  Apoya la influencia de Siria en la política de Líbano.
Después del asesinato del primer ministro anterior, Rafik Hariri, en 2005, la oposición del país acusó a Siria como autores del asesinato, y exigió que Siria sacara sus tropas del Líbano, lo cual el gobierno pro-sirio de Karami se opuso. Algunos líderes incluso acusaron al mismo gobierno de Karami de estar involucrado en el asesinato. A pesar de una ley contraria a las manifestaciones, éstas proliferaron en Beirut, y la oposición hizo planes de exigir un voto de no-confianza. Karami anunció el 28 de febrero de 2005 que su gobierno dimitía, aunque se quedaría en un papel temporal. 
Diez días después de su dimisión, después de manifestaciones en Beirut que apoyaron a Siria, el presidente de Líbano Émile Lahoud nombró a Karami de nuevo primer ministro el 10 de marzo y pidió que formara un nuevo gobierno. Apoyado por la mayoría de los representantes, Karami pidió que todos los partidos se juntaran para formar un gobierno de unidad nacional.